# Wydry (Łętowe)
Wydry – część wsi Łętowe w Polsce, położona w województwie małopolskim, w powiecie limanowskim, w gminie Mszana Dolna.
W latach 1975–1998 Wydry administracyjnie należały do województwa nowosądeckiego.